# 胡颓子
胡颓子（学名：Elaeagnus pungens）属胡颓子科胡颓子属的一种植物。也叫蒲颓子、半含春、卢都子，雀儿酥，甜棒子，牛奶子根、四枣、半春子，柿模、三月枣、羊奶子，其果实也称羊奶果，佤语称blix njiang lod。分布于中国南部和日本。

## 形态
常绿直立灌木。高3～4米，具有深褐色刺。叶革质，椭圆形或阔椭圆形，长5～10厘米，宽1.8～5厘米，叶柄深褐色，长5～8毫米。花白色或淡白色，下垂，密被鳞片。果实呈椭圆形，长12～14毫米，成熟后呈红色。

## 用途
种子、叶和根可入药，具有止泻（种子），治肺虚短气（叶）等疗效。果实味甜，可食用。茎皮纤维可用于造纸和人造纤维板。

## 延伸阅读
[在维基数据编辑]
 《欽定古今圖書集成·博物彙編·草木典·胡頹子部》，出自陈梦雷《古今圖書集成》
 《植物名實圖考·胡頹子》，出自吳其濬《植物名實圖考》